# マーキー (ディスクジョッキー)
マーキー（MARK'E、1952年8月29日 - ）は、日本のディスクジョッキー。キッスコーポレーション所属。
大阪府堺市出身。血液型O型。177cm/60kg 。足のサイズ26cm（実寸24.5）。本名は谷口 雅之（たにぐち まさゆき）。旧芸名・マーキー谷口。
ヒロ寺平と共に、関西を本拠に活動を続けており、FM COCOLOを代表するDJの一人である。

## 略歴
1975年に近畿大学を卒業。一時渡米し、フリースタイルスキーの実況の仕事を行う。1978年には毎日放送のオーディションに合格。その後、マーキー谷口名義でFM大阪を中心に関西のラジオ各局で活躍。
1985年からは、テレビ東京系で深夜に放送されていたFromAスキーチームの番組のナレーションを担当。当時の日本では、まだマイナーな存在だったフリースタイルスキーの大会DJなどをつとめる。しかし、出演していた全番組を降板し、ヨーロッパを旅して回った後、1991年4月にFM802で番組を持つと共に、この時に局の方針で現在のDJネームになる。
FM802初の担当番組『FUNKY EXPRESS 802』が人気番組となり、開始当初1時間（19時 - 20時）だった番組が、最終的には22:00までの3時間となった。その後放送時間を22時からの枠に移し、タイトルも『Around the MARK'E SONIC STYLE』となる。
1993年のJリーグ発足時には、ガンバ大阪に所属していた礒貝洋光と共にオフィシャルサポーターズソング『ビバ!ガンビーノ』をレコーディング、CD発売し、公称3万枚を売り上げ、同局のチャート番組『OSAKAN HOT 100』にランクインさせた。
2002年には、自ら50歳の誕生日に「-Mark'e,Rolling50-」というイベントをWTCオープンエアスタジアムにて開催した。2012年8月29日の60歳の誕生日には「-Mark'e,Rolling60-」を大阪城ホール、2023年3月9日と10日には「MARK'E Rolling 70 -RADIO DAYS-」をフェスティバルホールにてそれぞれ開催した。
2010年4月2日から、FM COCOLOでもDJを務める。

## 人物
サーフィンなどボード系を中心にスポーツをこよなく愛する。生放送前に和歌山や四国の海で波に乗った後、そのまま局へ移動し、生放送に出演することが多い。
FM802への登場は1991年からであるが、1989年6月1日の開局直前に同局のスタジオで、試験放送の電波を使い、当時流行っていたヒップホップやハウスミュージックの音源をオンエアしたことがある（トークは無し）。
大学受験シーズンになると、母校の近畿大学のCMのナレーションを担当している。
妻は大阪・天満にあるお好み焼き屋の店主（雑誌「ミーツ・リージョナル」に紹介されたことがある）。
1994年にコナミより発売されたスーパーファミコン用ソフト「実況ワールドサッカー PERFECT ELEVEN」の実況音声を担当した。
DJデビュー当時の土井コマキはマーキーの番組のアシスタントDJとしてキャリアがスタートしたため、弟子として「（接頭辞の小）マーキー」から「コマキ」と名付ける。

## 出演
☆印は現在出演中の番組

### ラジオ番組
FM COCOLO
- ☆ MARK'E MUSIC MODE （2010年4月5日 - ）
- SUNDAY MARK'E 765 （2016年4月3日 - 2023年3月26日）

FM802
- Saturday Amusic Islands Afternoon Edition（　- 2016年3月26日）
- HYPER ACTIVE!? -OH! YAH! ZEE! MARK'E- （ - 2010年4月1日）
- FUNKY EXPRESS 802
- Around the MARK'E SONIC STYLE

FM大阪
- WONDERFUL MUSIC STATION radio papa
- YOUNG NETWORK Hit Radio '89 （金曜担当）
- YOUNG NETWORK Hit Radio 99（1989年4月　- 1990年3月 金曜日担当、1990年4月 - 1991年3月 月曜日 - 木曜日担当）

ラジオ関西
- 真夜中ギンギラ大放送（1983年4月 - 1984年3月 月曜日担当）
- マーキーのスポーツアイランド
- うき!うき!スマビーチクラブ

その他
- マーキーのでっかい日曜日（朝日放送）
- JAM JAM OSAKA（ラジオ大阪、1989年4月10日 - 1981年10月1日　木曜日担当）

### テレビ番組
- NEWS & Countdown （スペースシャワーTV、「SPACE SHOWER Music Video Awards」の初代（'96・'97）司会者）
- 5時SATマガジン （中京テレビ、初代司会者、1981年4月4日 - 12月）
- 好きやねん、ジャイアンツ （読売テレビ）
- フライデー（毎日放送）
- HEY!マーキー（テレビ大阪）
- なるみ・岡村の過ぎるTV（朝日放送テレビ、2025年7月14日）[8]